# Deutsche Leichtathletik-Meisterschaften 1962/Resultate
Der Hauptteil der Wettbewerbe bei den 62. Deutschen Leichtathletik-Meisterschaften wurde vom 27. bis 29. Juli 1962 im Hamburger Volksparkstadion ausgetragen.
In der hier vorliegenden Auflistung werden die in den verschiedenen Wettbewerben jeweils ersten sechs platzierten Leichtathletinnen und Leichtathleten aufgeführt. Eine Übersicht mit den Medaillengewinnerinnen und -gewinnern sowie einigen Anmerkungen zu den Meisterschaften findet sich unter dem Link Deutsche Leichtathletik-Meisterschaften 1962.
Wie immer gab es zahlreiche Disziplinen, die zu anderen Terminen an anderen Orten stattfanden – in den folgenden Übersichten jeweils konkret benannt.
Hier die ausführlichen Ergebnislisten der Meisterschaften:

## Meisterschaftsresultate Männer

### 100 m
| Platz | Athlet, Verein                            | Zeit (s) |
| ----- | ----------------------------------------- | -------- |
| 1     | Heinz Schumann (Werder Bremen)            | 10,7     |
| 2     | Alfred Hebauf (Eintracht Frankfurt)       | 10,7     |
| 3     | Fritz Roderfeld (Rot-Weiß Oberhausen)     | 10,8     |
| 4     | Peter Gamper (SV Salamander Kornwestheim) | 10,8     |
| 5     | Klaus Ulonska (ASV Köln)                  | 10,8     |
| 6     | Hans-Joachim Bender (Eintracht Frankfurt) | 10,9     |

Datum: 28. Juli

### 200 m
| Platz | Athlet, Verein                        | Zeit (s) |
| ----- | ------------------------------------- | -------- |
| 1     | Manfred Germar (ASV Köln)             | 21,0     |
| 2     | Johannes Kaiser (Wuppertaler SV)      | 21,2     |
| 3     | Heinz Schumann (Werder Bremen)        | 21,4     |
| 4     | Fritz Roderfeld (Rot-Weiß Oberhausen) | 21,4     |
| 5     | Klaus Ulonska (ASV Köln)              | 21,5     |
| 6     | Heinz Kipp (Stuttgarter Kickers)      | 21,6     |

Datum: 29. Juli

### 400 m
| Platz | Athlet, Verein                               | Zeit (s) |
| ----- | -------------------------------------------- | -------- |
| 1     | Hans-Joachim Reske (TSV Bayer 04 Leverkusen) | 46,1     |
| 2     | Manfred Kinder (Wuppertaler SV)              | 46,1     |
| 3     | Johannes Schmitt (ASV Köln)                  | 46,6     |
| 4     | Wilfried Kindermann (USC Heidelberg)         | 46,9     |
| 5     | Jürgen Kalfelder (SV St. Georg 1895 Hamburg) | 47,2     |
| 6     | Karl-Friedrich Haas (SV Siemens Nürnberg)    | 47,9     |

Datum: 29. Juli

### 800 m
| Platz | Athlet, Verein                             | Zeit (min) |
| ----- | ------------------------------------------ | ---------- |
| 1     | Paul Schmidt (OSV Hörde)                   | 1:49,2     |
| 2     | Siegfried Nürnberger (OSV Hörde)           | 1:49,4     |
| 3     | Herbert Missalla (TSV Bayer 04 Leverkusen) | 1:49,5     |
| 4     | Klaus Wengoborski (Wuppertaler SV)         | 1:49,5     |
| 5     | Jürgen Solga (Gut-Heil Itzehoe)            | 1:49,7     |
| 6     | Wolfgang Schöll (SSG Darmstadt)            | 1:49,9     |

Datum: 29. Juli

### 1500 m
| Platz | Athlet, Verein                            | Zeit (min) |
| ----- | ----------------------------------------- | ---------- |
| 1     | Harald Norpoth (DJK SSG Telgte)           | 3:42,8     |
| 2     | Karl Eyerkaufer (FSV Frankfurt)           | 3:43,1     |
| 3     | Heinz Böthling (VfL Wolfsburg)            | 3:43,6     |
| 4     | Klaus Lehmann (Polizei SV Berlin)         | 3:44,0     |
| 5     | Holger Hintzen (Rot-Weiß Oberhausen)      | 3:44,6     |
| 6     | Hans Günthner (SKV Ludwigsburg-Eglosheim) | 3:45,5     |

Datum: 29. Juli

### 5000 m
| Platz | Athlet, Verein                   | Zeit (min) |
| ----- | -------------------------------- | ---------- |
| 1     | Peter Kubicki (SCC Berlin)       | 14:03,2    |
| 2     | Horst Flosbach (Solinger LC)     | 14:03,8    |
| 3     | Hans Tiebing (TuB Bocholt)       | 14:03,8    |
| 4     | Peter Jedzig (Wuppertaler SV)    | 14:08,6    |
| 5     | Gottfried Arnold (SSG Darmstadt) | 14:21,4    |
| 6     | Hans Siegel (SSG Darmstadt)      | 14:23,0    |

Datum: 29. Juli

### 10.000 m
| Platz | Athlet, Verein                              | Zeit (min) |
| ----- | ------------------------------------------- | ---------- |
| 1     | Peter Kubicki (SCC Berlin)                  | 29:15,8    |
| 2     | Gustav Disse (SC Dahlhausen)                | 29:24,4    |
| 3     | Roland Watschke (VfL Wolfsburg)             | 29:29,4    |
| 4     | Ewald Lork (Polizei SV Borussia Düsseldorf) | 29:38,4    |
| 5     | Erich Vellage (Polizei-SV Hannover)         | 29:53,2    |
| 6     | Gerd Schmitz (Barmer TV 1846 Wuppertal)     | 29:55,6    |

Datum: 27. Juli

### Marathon
| Platz | Athlet, Verein                              | Zeit (h)  |
| ----- | ------------------------------------------- | --------- |
| 1     | Werner Zylka (Barmer TV 1846 Wuppertal)     | 2:36:37,6 |
| 2     | Heinrich Arians (TSR Olympia Wilhelmshaven) | 2:28:47,2 |
| 3     | Alfred Gau (VfL Wolfsburg)                  | 2:32:09,0 |
| 4     | Karl-Heinz Speckmann (VfL Wolfsburg)        | 2:33:30,8 |
| 5     | Hermann Brecht (SCC Berlin)                 | 2:34:03,6 |
| 6     | Siegfried Sobosczyk (Flensburger TB)        | 2:34:03,6 |

Datum: 30. Juni
fand in Altenrath statt

### Marathon, Mannschaftswertung
| Platz | Verein, Besetzung                                                                  | Zeit (h)  |
| ----- | ---------------------------------------------------------------------------------- | --------- |
| 1     | TSR Olympia Wilhelmshaven (Heinrich Arians, Hans-Dieter Simonsen, Wilhelm Gänßler) | 7:38:51,4 |
| 2     | VfL Wolfsburg (Alfred Gau, Karl-Heinz Speckmann, Alfons Ida)                       | 7:57:39,8 |
| 3     | SCC Berlin (Hermann Brecht, Gideon Papke, Günter Thiele)                           | 7:51:51,2 |
| 4     | VfL Eintracht Hagen (Lothar Reinshagen, Helmut Knobloch, Wilhelm Häuser)           | 8:01:46,8 |
| 5     | TUSEM Essen (Günter Leifhelm, August Blumensaat, Manfred Günther)                  | 8:02:22,2 |
| 6     | Barmer TV 1846 Wuppertal (Werner Zylka, Bruno Nießer, Karlfried Maluga)            | 8:10:59,8 |

Datum: 30. Juni
fand in Altenrath statt

### 110 m Hürden
| Platz | Athlet, Verein                         | Zeit (s) |
| ----- | -------------------------------------- | -------- |
| 1     | Klaus Nüske (ASV Berlin)               | 14,3     |
| 2     | Klaus Winter (ASV Berlin)              | 14,4     |
| 3     | Herbert Stürmer (SV Siemens Nürnberg)  | 14,5     |
| 4     | Klaus Gerbig (FSV Frankfurt)           | 14,6     |
| 5     | Hinrich John (Hannover 96)             | 14,6     |
| 6     | Hermann Alms (TSV Bayer 04 Leverkusen) | 14,7     |

Datum: 28. Juli

### 200 m Hürden
| Platz | Athlet, Verein                          | Zeit (s) |
| ----- | --------------------------------------- | -------- |
| 1     | Willi Holdorf (TSV Bayer 04 Leverkusen) | 24,0     |
| 2     | Wolfgang Wagner (OSC Höchst)            | 24,1     |
| 3     | Klaus Kaiser (Solinger LC)              | 24,4     |
| 4     | Horst Gieseler (VfL Bochum)             | 24,5     |
| 5     | Helmut Janz (VfL Gladbeck)              | 24,5     |
| 6     | Wolf Reinhardt (SV Darmstadt 98)        | 25,3     |

Datum: 27. Juli

### 400 m Hürden
| Platz | Athlet, Verein                            | Zeit (s) |
| ----- | ----------------------------------------- | -------- |
| 1     | Helmut Janz (VfL Gladbeck)                | 51,0     |
| 2     | Jörg Neumann (ASV Berlin)                 | 51,5     |
| 3     | Heinz-Hermann Schunk (Meidericher SV)     | 52,2     |
| 4     | Paul Pohlkötter (ASV Köln)                | 52,6     |
| 5     | Fritz Roth (Hannover 96)                  | 52,8     |
| 6     | Guido Müller (SV Salamander Kornwestheim) | 53,2     |

Datum: 29. Juli

### 3000 m Hindernis
| Platz | Athlet, Verein                        | Zeit (min) |
| ----- | ------------------------------------- | ---------- |
| 1     | Wolfgang Fricke (Polizei-SV Hannover) | 8:50,2     |
| 2     | Hans Widl (TSV 1860 München)          | 8:53,2     |
| 3     | Ludwig Müller (KSV Hessen Kassel)     | 8:57,8     |
| 4     | Franz Thönnissen (Hammer SpVg)        | 8:58,2     |
| 5     | Helmut Trocha (SG Düren 99)           | 8:58,8     |
| 6     | Fritz Stutzer (Hamburger SV)          | 9:02,6     |

Datum: 29. Juli

### 4 × 100 m Staffel
| Platz | Verein, Besetzung                                                                                 | Zeit (s) |
| ----- | ------------------------------------------------------------------------------------------------- | -------- |
| 1     | Eintracht Frankfurt (Albrecht Lüdtke, Alfred Hebauf, Marcel Wendelin, Hans-Joachim Bender)        | 40,3     |
| 2     | ASV Köln (Hans Peters, Klaus Ulonska, Gottfried Deckstein, Manfred Germar)                        | 40,7     |
| 3     | Stuttgarter Kickers (Werner von Moltke, Heinz Kipp, Paul Schweickhardt, Hans-Jürgen Felsen)       | 41,0     |
| 4     | TSV Bayer 04 Leverkusen (Rudolf Sundermann, Hans-Joachim Reske, Walter Mahlendorf, Willi Holdorf) | 41,1     |
| 5     | TV 1894 Clausen (Manfred Letzelter, Bernd Cronauer, Dieter Augustin, Christoph Klein)             | 41,7     |
| 6     | SCC Berlin (Frick, Jürgen Zerges, Michael Klieber, Hohenhäuser)                                   | 42,1     |

Datum: 29. Juli

### 4 × 400 m Staffel
| Platz | Verein, Besetzung                                                                   | Zeit (min) |
| ----- | ----------------------------------------------------------------------------------- | ---------- |
| 1     | Wuppertaler SV (Klaus Langele, Johannes Kaiser, Klaus Wengoborski, Manfred Kinder)  | 3:10,8     |
| 2     | USC Heidelberg (Helmuth Joho, Matt, Lörsch, Wilfried Kindermann)                    | 3:12,3     |
| 3     | TSV 1860 München (Burkhart Quantz, Helmut Huber, Manfred Bönisch, Radday)           | 3:12,5     |
| 4     | Hamburger SV (Stelzner, Dorau, Peter Bock, Manfred Bock)                            | 3:13,4     |
| 5     | Stuttgarter Kickers (Wolfgang Fischer, Uwe Lenz, Günther Dengler, Gerhard Stegmann) | 3:13,9     |
| 6     | OSV Hörde (Berensmann, Udo Waldheim, Werner Krönke, Siegfried Nürnberger)           | 3:14,5     |

Datum: 29. Juli

### 3 × 1000 m Staffel
| Platz | Verein, Besetzung                                                             | Zeit (min) |
| ----- | ----------------------------------------------------------------------------- | ---------- |
| 1     | Polizei SV Berlin (Hans-Joachim Kowalewsky, Klaus-Jürgen Lehmann, Jörg Balke) | 7:16,8     |
| 2     | Berliner SC (Olaf Lawrenz, Günter Dohrow, Jörg Lawrenz)                       | 7:20,2     |
| 3     | ASV Köln (Hoffmann, Willi Gammel, Milbrandt)                                  | 7:22,0     |
| 4     | FSV Frankfurt (Horst Panzner, Peter Christ, Karl Eyerkaufer)                  | 7:25,2     |
| 5     | Recklinghäuser LC (Wolfgang Peter, Hans-Jürgen Holtermann, Manfred Lubba)     | 7:25,4     |
| 6     | Alemannia Aachen (Heinz Schellenberg, Dieter Bachmann, Karl Hamacher)         | 7:25,6     |

Datum: 27. Juli

### 20-km-Gehen
| Platz | Athlet, Verein                        | Zeit (h)  |
| ----- | ------------------------------------- | --------- |
| 1     | Karl-Heinz Pape (TSV Lebenstedt)      | 1:35:15,4 |
| 2     | Herbert Staubach (Meidericher SV)     | 1:35:52,0 |
| 3     | Hans-Jürgen Paul (Berliner SC)        | 1:36:35,4 |
| 4     | Kurt Schreiber (Post-SV Tübingen)     | 1:37:21,0 |
| 5     | Horst Thomanske (Acosta Braunschweig) | 1:38:56,4 |
| 6     | Gert Jannsen (Berliner SC)            | 1:39:33,2 |

Datum: 30. Juni
fand in Altenrath statt

### 20-km-Gehen, Mannschaftswertung
| Platz | Verein, Besetzung                                                | Zeit (h)  |
| ----- | ---------------------------------------------------------------- | --------- |
| 1     | Meidericher SV I (Herbert Staubach, Werner Schmitz, Hans Seiler) | 5:04:54,4 |
| 2     | Berliner SC (Hans-Jürgen Paul, Gert Jannsen, Kemper)             | 5:05:28,0 |
| 3     | Post-SV Tübingen (Kurt Schreiber, Horst Sturm, Ernst Lörcher)    | 5:13:47,4 |
| 4     | Meidericher SV II (Lehnen, Günter Bartkiewicz, Czapracki)        | 5:25:28,6 |
| 5     | TSV Lebenstedt (Karl-Heinz Pape, Gerhard Weidner, Lippold)       | 5:25:55,6 |
| 6     | SV Friedrichsgabe (Claus Biethan, Steiner, Lichters)             | 5:26:39,2 |

Datum: 30. Juni
fand in Altenrath statt

### 50-km-Gehen
| Platz | Athlet, Verein                           | Zeit (h)  |
| ----- | ---------------------------------------- | --------- |
| 1     | Julius Müller (Eintracht Frankfurt)      | 4:36:02,6 |
| 2     | Siegmut Halboth (Eintracht Frankfurt)    | 4:42:24,8 |
| 3     | Johannes Schmitz (LGO Euskirchen)        | 4:44:08,4 |
| 4     | Claus Bartels (Eintracht Frankfurt)      | 4:49:29,2 |
| 5     | Bernhard Nermerich (Eintracht Frankfurt) | 4:51:55,4 |
| 6     | Jürgen Krämer (Hypo-Club München)        | 4:53:12,4 |

Datum: 30. Juni
fand in Altenrath statt

### 50-km-Gehen, Mannschaftswertung
| Platz | Verein, Besetzung                                                   | Zeit (h)   |
| ----- | ------------------------------------------------------------------- | ---------- |
| 1     | Eintracht Frankfurt (Julius Müller, Siegmut Halboth, Claus Bartels) | 14:57:56,6 |
| 2     | Eintracht Braunschweig (Heinz Mayr, Lothar Wrase, Walter Stoltz)    | 14:50:35,4 |
| 3     | SV Friedrichsgabe (Gerd Nickel, Uwe Ermisch, Harald Michelsen)      | 15:14:45,6 |
| 4     | Hamburger SV (Heinz Tonn, Spang, Reimers)                           | 15:24:53,3 |
| 5     | ACT Kassel (Werner Hupfeld, Hans-Georg von Kirchbach, ?)            | 16:16:43,8 |
| 6     | KSV Hessen Kassel (Willi Voß, Gerd Lehmann, ?)                      | 16:42:55,6 |

Datum: 30. Juni
fand in Altenrath statt

### Hochsprung
| Platz | Athlet, Verein                          | Höhe (m) |
| ----- | --------------------------------------- | -------- |
| 1     | Herbert Hopf (TG Würzburg)              | 2,01     |
| 2     | Peter Riebensahm (USC Mainz)            | 1,98     |
| 3     | Wolfgang Schillkowski (TB Wülfrath)     | 1,98     |
| 4     | Ingomar Sieghart (TV Moosburg)          | 1,95     |
| 5     | Christian Haberkorn (TSV Neuburg)       | 1,90     |
| 5     | Wolfgang Spinnler (TV 60 Aschaffenburg) | 1,90     |

Datum: 29. Juli

### Stabhochsprung
| Platz | Athlet, Verein                              | Höhe (m) |
| ----- | ------------------------------------------- | -------- |
| 1     | Dieter Möhring (VfL Wolfsburg)              | 4,50     |
| 2     | Wolfgang Reinhardt (Turnerschaft Göppingen) | 4,40     |
| 3     | Rainer Schmelz (Rot-Weiß Oberhausen)        | 4,30     |
| 4     | Werner von Moltke (Stuttgarter Kickers)     | 4,20     |
| 5     | Friedel Böder (ASV Berlin)                  | 4,10     |
| 5     | Peter Walter (Union 03 Altona)              | 4,10     |

Datum: 28. Juli

### Weitsprung
| Platz | Athlet, Verein                     | Weite (m) |
| ----- | ---------------------------------- | --------- |
| 1     | Manfred Steinbach (USC Mainz)      | 7,74      |
| 2     | Wolfgang Klein (Hamburger SV)      | 7,69      |
| 3     | Manfred Molzberger (ASV Köln)      | 7,53      |
| 4     | Peter Becher (ASV Köln)            | 7,38      |
| 5     | Josef Freund (Eintracht Frankfurt) | 7,28      |
| 6     | Hans-Joachim Walde (USC Mainz)     | 7,22      |

Datum: 29. Juli

### Dreisprung
| Platz | Athlet, Verein                            | Weite (m) |
| ----- | ----------------------------------------- | --------- |
| 1     | Günter Zeiß (KSV Hessen Kassel)           | 15,78     |
| 2     | Manfred Bäcker (SV Siemens Nürnberg)      | 15,73     |
| 3     | Heinrich Fröhling (SuS Schwarz-Gelb Unna) | 15,43     |
| 4     | Michael Sauer (USC Mainz)                 | 15,42     |
| 5     | Hans-Jörg Müller (SV Saar 05 Saarbrücken) | 15,38     |
| 6     | Ingo Schönewolf (TSV Bayer 04 Leverkusen) | 15,13     |

Datum: 28. Juli

### Kugelstoßen
| Platz | Athlet, Verein                       | Weite (m) |
| ----- | ------------------------------------ | --------- |
| 1     | Dietrich Urbach (TSV 1860 München)   | 17,57     |
| 2     | Josef Klik (KSV Hessen Kassel)       | 16,91     |
| 3     | Friedhard Zastrow (TSV Gaarden/Kiel) | 16,44     |
| 4     | Helmut Diehl (TSV 1860 München)      | 16,43     |
| 5     | Wulf Lühmann (Hamburger SV)          | 16,13     |
| 6     | Arne Sutter (USC Freiburg)           | 16,00     |

Datum: 28. Juli

### Diskuswurf
| Platz | Athlet, Verein                         | Weite (m) |
| ----- | -------------------------------------- | --------- |
| 1     | Jens Reimers (Rot-Weiß Oberhausen)     | 52,53     |
| 2     | Josef Klik (KSV Hessen Kassel)         | 52,38     |
| 3     | Ferdinand Schladen (KTV Südstern Bonn) | 51,96     |
| 4     | Dietrich Urbach (TSV 1860 München)     | 51,44     |
| 5     | Anton Pflieger (USC Heidelberg)        | 50,16     |
| 6     | Martin Bührle (USC Heidelberg)         | 49,04     |

Datum: 27. Juli

### Hammerwurf
| Platz | Athlet, Verein                                | Weite (m) |
| ----- | --------------------------------------------- | --------- |
| 1     | Hans Fahsl (Schwarz-Weiß Westende Hamborn)    | 60,31     |
| 2     | Siegfried Perleberg (TSV Bayer 04 Leverkusen) | 59,12     |
| 3     | Heinrich Liewald (USC Mainz)                  | 58,92     |
| 4     | Franz-Josef Woltering (VfL Wolfsburg)         | 58,70     |
| 5     | Gerhold Wohlfarth (TSV Bayer 04 Leverkusen)   | 56,17     |
| 6     | Werner Blümer (Rot-Weiß Oberhausen)           | 55,87     |

Datum: 28. Juli

### Speerwurf
| Platz | Athlet, Verein                         | Weite (m) |
| ----- | -------------------------------------- | --------- |
| 1     | Hermann Salomon (USC Mainz)            | 76,89     |
| 2     | Heinrich Zametzer (Post-SV München)    | 76,42     |
| 3     | Rolf Herings (TSV Bayer 04 Leverkusen) | 75,79     |
| 4     | Peter Mörbel (USC Mainz)               | 73,90     |
| 5     | Hans Schenk (TSV Bayer 04 Leverkusen)  | 73,79     |
| 6     | Hermann Rieder (TSV 1860 München)      | 72,74     |

Datum: 29. Juli

### Fünfkampf,1952er Wertung
| Platz | Athlet, Verein                             | P – offiz. Wert. | P – 85er Wert. |
| ----- | ------------------------------------------ | ---------------- | -------------- |
| 1     | Hermann Salomon (USC Mainz)                | 3536             | 3757           |
| 2     | Gerold Jericho (TSG Tübingen)              | 3528             | 3765           |
| 3     | Manfred Heide (TSV Neustadt am Rübenberge) | 3453             | 3741           |
| 4     | Hermann Baumgarten (VfL Stade)             | 3393             | 3674           |
| 5     | Heinz Gabriel (Gut Heil Lübeck 1876)       | 3242             | 3599           |
| 6     | Klaus Förste (ASV Köln)                    | 3188             | 3551           |

Datum: 23. Juni
fand in Hamm statt
Disziplinen des Fünfkampfs: Weitsprung, Speerwurf, 200 m, Diskuswurf, 1500 m

### Fünfkampf– Mannschaftswertung
| Platz | Verein, Besetzung                                                               | Leistung (Pkte) |
| ----- | ------------------------------------------------------------------------------- | --------------- |
| 1     | USC Mainz (Hermann Salomon, Peter Mörbel, Hugo Spindler)                        | 9272            |
| 2     | ASV Köln (Klaus Förste, Klaus Dummer, Joachim Janeke)                           | 9178            |
| 3     | VfL Stade (Hermann Baumgarten, Helmut Siefken, Klaus Brokelmann)                | 8915            |
| 4     | Polizei SV Berlin (Klaus Beuschel, Wolfgang Kardetzky, Hans-Joachim Kowalewsky) | 8831            |
| 5     | Hamburger SV (Horst Stelzner, Peter Bock, Ern)                                  | 8761            |
| 6     | TSG Tübingen (Gerold Jericho, Nusser, Siegfried Haaga)                          | 8341            |

Datum: 23. Juni
fand in Hamm statt
Anmerkung: Die hier aufgelisteten Punktzahlen ergeben sich aus der zum Zeitpunkt der Austragung gültigen Wertungstabelle.

### Zehnkampf,1952er Wertung
| Platz | Athlet, Verein                            | P – offiz. Wert. | P – 85er Wert. |
| ----- | ----------------------------------------- | ---------------- | -------------- |
| 1     | Manfred Bock (Hamburger SV)               | 7893             | 7603           |
| 2     | Werner von Moltke (Stuttgarter Kickers)   | 7685             | 7451           |
| 3     | Willi Holdorf (TSV Bayer 04 Leverkusen)   | 7676             | 7428           |
| 4     | Jürgen Schäps (USC Mainz)                 | 6559             | 6914           |
| 5     | Ingo Schönewolf (TSV Bayer 04 Leverkusen) | 6481             | 6636           |
| 6     | Manfred Jansche (USC Mainz)               | 6301             | 6525           |

Datum: 23./24. Juni
fand in Hamm statt

### Zehnkampf,1952er Wertung– Mannschaftswertung
| Platz | Verein, Besetzung                                                       | Leistung (Pkte) |
| ----- | ----------------------------------------------------------------------- | --------------- |
| 1     | USC Mainz (Hans-Joachim Walde, Jürgen Schäps, Manfred Jansche)          | 19.834          |
| 2     | TSV Bayer 04 Leverkusen (Willi Holdorf, Ingo Schönewolf, Armin Baumert) | 19.834          |
| 3     | Stuttgarter Kickers (Werner von Moltke, Fischer, Uwe Kowarsch)          | 18.381          |
| 4     | Hamburger SV (Manfred Bock, Herming Jarrs, Kaack)                       | 18.978          |
| 5     | SV Saar 05 Saarbrücken (Axel Jelten, Dieter Herr, Erich Barduhn)        | 16.078          |
| 6     | Berliner Turnerschaft (Lang, Jaenisch, Lugner)                          | 15.627          |

Datum: 23./24. Juni
fand in Hamm statt

### WaldlaufMittelstrecke –2,5km
| Platz | Athlet, Verein                       | Zeit (min) |
| ----- | ------------------------------------ | ---------- |
| 1     | Karl Eyerkaufer (FSV Frankfurt)      | 7:00,0     |
| 2     | Heinz Böthling (VfL Wolfsburg)       | 7:03,4     |
| 3     | Werner Girke (VfL Wolfsburg)         | 7:04,0     |
| 4     | Bruno Unseld (TSV 1860 München)      | 7:05,2     |
| 5     | Hans Joachim Blatt (Hamburger SV)    | 7:07,2     |
| 6     | Wilhelm-Rüdiger Böhme (Hamburger SV) | 7:07,8     |

Datum: 15. April
fand in Saarbrücken statt

### WaldlaufMittelstrecke –2,5km, Mannschaftswertung
| Platz | Verein, Besetzung                                                       | (Pkte)               |
| ----- | ----------------------------------------------------------------------- | -------------------- |
| 1     | Hamburger SV (Hans-Joachim Blatt, Wilhelm-Rüdiger Böhme, Fritz Stutzer) | 21 (Plätze 05/6/11)  |
| 2     | VfL Wolfsburg (Heinz Böthling, Werner Girke, Kühl)                      | 25 (Plätze 02/3/21)  |
| 3     | TSV 1860 München (Bruno Unseld, Matt, Helmut Wildl)                     | 33 (Plätze 04/8/23)  |
| 4     | Polizei SV Berlin (Jörg Balke, Klaus Lehmann, Bernd-Dieter Hecht)       | 39 (Plätze 10/14/18) |
| 5     | FSV Frankfurt (Karl Eyerkaufer, Peter Christ, Horst Panzner)            | 48 (Plätze 01/22/28) |
| 6     | Barmer TV 1846 Wuppertal (Zur, Richard Boddenberg, Pusch)               | 67 (Plätze 12/26/ ?) |

Datum: 15. April
fand in Saarbrücken statt

### WaldlaufLangstrecke –10,0km
| Platz | Athlet, Verein                      | Zeit (min) |
| ----- | ----------------------------------- | ---------- |
| 1     | Peter Kubicki (SCC Berlin)          | 29:33,0    |
| 2     | Roland Watschke (VfL Wolfsburg)     | 29:38,0    |
| 3     | Horst Flosbach (Solinger LC)        | 29:46,4    |
| 4     | Hans Hüneke (Solinger LC)           | 30:01,4    |
| 5     | Erich Vellage (Polizei-SV Hannover) | 30:02,0    |
| 6     | Peter Jedzig (Wuppertaler SV)       | 30:03,2    |

Datum: 15. April
fand in Saarbrücken statt

### WaldlaufLangstrecke –10,0km, Mannschaftswertung
| Platz | Verein, Besetzung                                              | (Pkte)               |
| ----- | -------------------------------------------------------------- | -------------------- |
| 1     | Solinger LC (Horst Flosbach, Hans Hüneke, Günter Nordhausen)   | 15 (Plätze 03/4/11)  |
| 2     | Polizei-SV Hannover (Erich Vellage, Wolfgang Fricke, Klingner) | 30 (Plätze 05/7/27)  |
| 3     | VfL Wolfsburg (Roland Watschke, Alfons Ida, Hermann Schnelle)  | 36 (Plätze 02/16/33) |
| 4     | SSG Darmstadt (Hans Siegel, Steinmetz, Gottfried Arnold)       | 37 (Plätze 12/19/21) |
| 5     | Hamburger SV (Karl-Heinz Paetow, Klaus Rißmann, Boedler)       | 42 (Plätze 14/17/30) |
| 6     | SCC Berlin (Peter Kubicki, Gideon Papke, Hermann Brecht)       | 43 (Plätze 01/24/34) |

Datum: 15. April
fand in Saarbrücken statt

## Meisterschaftsresultate Frauen

### 100 m
| Platz | Athletin, Verein                                    | Zeit (s) |
| ----- | --------------------------------------------------- | -------- |
| 1     | Jutta Heine (ASV Köln)                              | 11,6     |
| 2     | Renate Bronnsack (USC Heidelberg)                   | 11,8     |
| 3     | Maren Collin (Wuppertaler SV)                       | 11,9     |
| 4     | Martha Pensberger, geb. Langbein (TSV 1860 München) | 11,9     |
| 5     | Ingrid Schlundt (ASV Köln)                          | 12,1     |
| 6     | Barbara Rumpel (VfB Gießen)                         | 12,4     |

Datum: 28. Juli

### 200 m
| Platz | Athletin, Verein                                            | Zeit (s) |
| ----- | ----------------------------------------------------------- | -------- |
| 1     | Jutta Heine (ASV Köln)                                      | 23,8     |
| 2     | Maria Jeibmann, geb. Arenz (Deutscher Sportklub Düsseldorf) | 24,5     |
| 3     | Johanna Gaiser (TSV München-Ost)                            | 25,0     |
| 4     | Waltraud Westphal (CSV Marathon 1910 Krefeld)               | 25,2     |
| 5     | Doris Schweimanns (Deutscher Sportklub Düsseldorf)          | 25,4     |
| 6     | Barbara Rumpel (VfB Gießen)                                 | 25,8     |

Datum: 29. Juli

### 400 m
| Platz | Athletin, Verein                                            | Zeit (s) |
| ----- | ----------------------------------------------------------- | -------- |
| 1     | Helga Henning (Hannover 96)                                 | 54,8     |
| 2     | Veronika Kummerfeldt, geb. Mitgude (TuS Empelde)            | 55,4     |
| 3     | Maria Jeibmann, geb. Arenz (Deutscher Sportklub Düsseldorf) | 55,9     |
| 4     | Margarete Buscher (LC Nordhorn)                             | 57,3     |
| 5     | Erna Maisack (TV Jahn Plaidt)                               | 57,4     |
| 6     | Marlies Schäffer (TV Werther)                               | 58,8     |

Datum: 28. Juli

### 800 m
| Platz | Athletin, Verein                                 | Zeit (min) |
| ----- | ------------------------------------------------ | ---------- |
| 1     | Veronika Kummerfeldt, geb. Mitgude (TuS Empelde) | 2:10,2     |
| 2     | Anita Wörner (SV Phönix Ludwigshafen)            | 2:12,1     |
| 3     | Rosemarie Nitsch (Post-SG Mannheim)              | 2:12,6     |
| 4     | Uta Hemprich (1. FC Kaiserslautern)              | 2:15,0     |
| 5     | Irmtraud Wickel (TV 1893 Ebersbach)              | 2:16,1     |
| 6     | Mechthild Bening (MTK Bad Harzburg)              | 2:16,8     |

Datum: 29. Juli

### 80 m Hürden
| Platz | Athletin, Verein                           | Zeit (s) |
| ----- | ------------------------------------------ | -------- |
| 1     | Erika Fisch (Hannover 96)                  | 10,7     |
| 2     | Ingrid Schlundt (ASV Köln)                 | 10,9     |
| 3     | Jutta Stöck (Hamburger SV)                 | 11,0     |
| 4     | Inge Schell (TSV 1860 München)             | 11,1     |
| 5     | Ursula Opitz (Arminia Gütersloh)           | 11,3     |
| 6     | Monika Wessel (SV Salamander Kornwestheim) | 12,4     |

Datum: 29. Juli

### 4 × 100 m Staffel
| Platz | Verein, Besetzung                                                                               | Zeit (s) |
| ----- | ----------------------------------------------------------------------------------------------- | -------- |
| 1     | ASV Köln (Jutta Cordes, Ingrid Schlundt, Renate Potgieter – geb. Junker, Jutta Heine)           | 46,6     |
| 2     | TSV 1860 München (Inge Schell, Martha Pensberger, geb. Langbein, Günthner, Erika Stößenreuther) | 47,8     |
| 3     | OSV Hörde (Wilma Fabert, Tölle, Michel, Bergeest)                                               | 48,0     |
| 4     | Deutscher Sportklub Düsseldorf (Riks, Doris Schweimanns, Heer, Maria Jeibmann – geb. Arenz)     | 48,1     |
| 5     | Hamburger SV 1 (Gisela Winckler, Jutta Stöck, Gerda Paetow – geb. Schnoor, Hilke Thymm)         | 48,1     |
| 6     | Hamburger SV 2 (Rachut, Leonore Koch – geb. Tauer, Heidi Tauer, Glindmeyer)                     | 49,0     |

Datum: 29. Juli

### Hochsprung
| Platz | Athletin, Verein                              | Höhe (m) |
| ----- | --------------------------------------------- | -------- |
| 1     | Ingrid Becker (LG Geseke)                     | 1,67     |
| 2     | Heidemarie Hummel (Turnerschaft Göppingen)    | 1,64     |
| 3     | Erika Strößenreuther (TSV 1860 München)       | 1,64     |
| 4     | Ilia Hans (SpVgg. Bissingen)                  | 1,64     |
| 5     | Marlene Schmitz-Portz, geb. Mathei (ASV Köln) | 1,64     |
| 6     | Rita Kortum (VfL Wolfsburg)                   | 1,58     |

Datum: 28. Juli

### Weitsprung
| Platz | Athletin, Verein                                         | Weite (m) |
| ----- | -------------------------------------------------------- | --------- |
| 1     | Helga Hoffmann (ATSV Saarbrücken)                        | 6,35      |
| 2     | Ingrid Becker (LG Geseke)                                | 6,26      |
| 3     | Renate Potgieter, geb. Junker (ASV Köln)                 | 6,19      |
| 4     | Wilma Fabert (OSV Hörde)                                 | 6,10      |
| 5     | Liesel Luxenburger, geb. Jacobi (SV Saar 05 Saarbrücken) | 5,85      |
| 6     | Gudrun Lenze (Holstein Kiel)                             | 5,74      |

Datum: 27. Juli

### Kugelstoßen
| Platz | Athletin, Verein                                  | Weite (m) |
| ----- | ------------------------------------------------- | --------- |
| 1     | Marlene Klein (LGO Euskirchen)                    | 14,82     |
| 2     | Hannelore Keydel (TSV Bayer 04 Leverkusen)        | 14,30     |
| 3     | Brigitte Bulla (OSC Berlin)                       | 13,63     |
| 4     | Ilse Bechthold, geb. Peters (Eintracht Frankfurt) | 13,35     |
| 5     | Roswitha Hartmann (Düsseldorfer SC 99)            | 12,79     |
| 6     | Margit Biederbeck (TV 1882 Mettmann)              | 12,69     |

Datum: 27. Juli

### Diskuswurf
| Platz | Athletin, Verein                                  | Weite (m) |
| ----- | ------------------------------------------------- | --------- |
| 1     | Kriemhild Hausmann (Preussen Krefeld)             | 51,91     |
| 2     | Hanna Reinhold (Hannover 96)                      | 49,58     |
| 3     | Marlene Klein (LG Olympia Euskirchen)             | 48,26     |
| 4     | Adelheid Schwarz (VfL Wolfsburg)                  | 47,89     |
| 5     | Hannelore Wild (USC Mainz)                        | 45,99     |
| 6     | Ilse Bechthold, geb. Peters (Eintracht Frankfurt) | 45,22     |

Datum: 29. Juli

### Speerwurf
| Platz | Athletin, Verein                               | Weite (m) |
| ----- | ---------------------------------------------- | --------- |
| 1     | Anneliese Gerhards, geb. Jansen (TV Lobberich) | 51,47     |
| 2     | Margot Kowalewski (ASV Berlin)                 | 49,00     |
| 3     | Ilse Junghänel (1. FC Schwandorf)              | 48,38     |
| 4     | Erika Strößenreuther (TSV 1860 München)        | 48,31     |
| 5     | Almut Brömmel (TSV 1860 München)               | 47,78     |
| 6     | Christa Dieckvoß (Ratzeburger SV)              | 44,29     |

Datum: 28. Juli

### Fünfkampf,1955er Wertung
| Platz | Athletin, Verein                         | Leistung (Pkte) |
| ----- | ---------------------------------------- | --------------- |
| 1     | Jutta Heine (ASV Köln)                   | 4751            |
| 2     | Helga Hoffmann (ATSV Saarbrücken)        | 4616            |
| 3     | Erika Fisch (Hannover 96)                | 4481            |
| 4     | Renate Potgieter, geb. Junker (ASV Köln) | 4460            |
| 5     | Jutta Stöck (Hamburger SV)               | 4359            |
| 6     | Maria Haas, geb. Sturm (1. FC Nürnberg)  | 4342            |

Datum: 23./24. Juni
fand in Hamm statt

### Fünfkampf,1955er Wertung– Mannschaftswertung
| Platz | Verein, Besetzung                                                                     | Leistung (Pkte) |
| ----- | ------------------------------------------------------------------------------------- | --------------- |
| 1     | ASV Köln (Jutta Heine, Renate Potgieter – geb. Junker, Ingrid Schlundt)               | 13.108          |
| 2     | Hamburger SV (Jutta Stöck, Leonore Koch – geb. Tauer, Hilke Thymm)                    | 12.633          |
| 3     | Hannover 96 (Erika Fisch, Helga Henning, Renate Rose)                                 | 12.411          |
| 4     | Rheydter TV 1847 (Axmacher, Kamphausen, Wiethoff)                                     | 11.804          |
| 5     | Deutscher Sportklub Düsseldorf (Maria Jeibmann – geb. Arenz, Doris Schweimanns, Heer) | 11.424          |
| 6     | Düsseldorfer SC 99 (Roswitha Hartmann, Thelen, Müller)                                | 11.417          |

Datum: 23./24. Juni
fand in Hamm statt

### Waldlauf–1,2km
| Platz | Athletin, Verein                                       | Zeit (min) |
| ----- | ------------------------------------------------------ | ---------- |
| 1     | Antje Gleichfeld, geb. Braasch (TuS Alstertal Hamburg) | 3:55,5     |
| 2     | Edith Schiller (Polizei SV Köln)                       | 3:58,8     |
| 3     | Veronika Kummerfeldt, geb. Mitgude (TuS Empelde)       | 4:00,8     |
| 4     | Rosemarie Nitsch (Post-SG Mannheim)                    | 4:01,2     |
| 5     | Irmtraud Wickel (TV 1893 Ebersbach)                    | 4:03,2     |
| 6     | Erna Maisack (TV Jahn Plaidt)                          | 4:04,2     |

Datum: 15. April
fand in Saarbrücken statt

### Waldlauf–1,2km, Mannschaftswertung
| Platz | Verein, Besetzung                                                                              | (Pkte)               |
| ----- | ---------------------------------------------------------------------------------------------- | -------------------- |
| 1     | TV Hasse-Winterbek Kiel (Barbara Decker, M. Scheuer, D. Scheuer)                               | 17 (Plätze 07/12/13) |
| 2     | TuS Empelde (Veronika Kummerfeldt – geb. Mitgude, Degens, Tiesel)                              | 25 (Plätze 03/17/22) |
| 3     | OSC Waldniel (Maria Strickling – geb. Inderfurth, Anni Pede – geb. Erdkamp, Josefine Bongartz) | 39 (Plätze 15/26/27) |
| 4     | VfL Wolfsburg (Schnieber, Rosemarie Heidel, Hocke)                                             | 40 (Plätze 09/19/38) |
| 5     | Hamburger SV (Elke Melchert, Gerda Paetow – geb. Schnoor, Holstein)                            | 46 (Plätze 16/28/31) |
| 6     | SCC Berlin (Wüstenhagen, Wolf, Moll)                                                           | 48 (Plätze 21/24/35) |

Datum: 15. April
fand in Saarbrücken statt

## Video
- Filmausschnitte u. a. von den Deutschen Leichtathletik-Meisterschaften auf filmothek.bundesarchiv.de, Bereich: 0:18 min bis 2:36 min, abgerufen am 21. April 2021